# Grup d'aficionats esportius radicals
|  | Per a altres significats sobre ultra, vegeu «Ultra (criptologia)». |

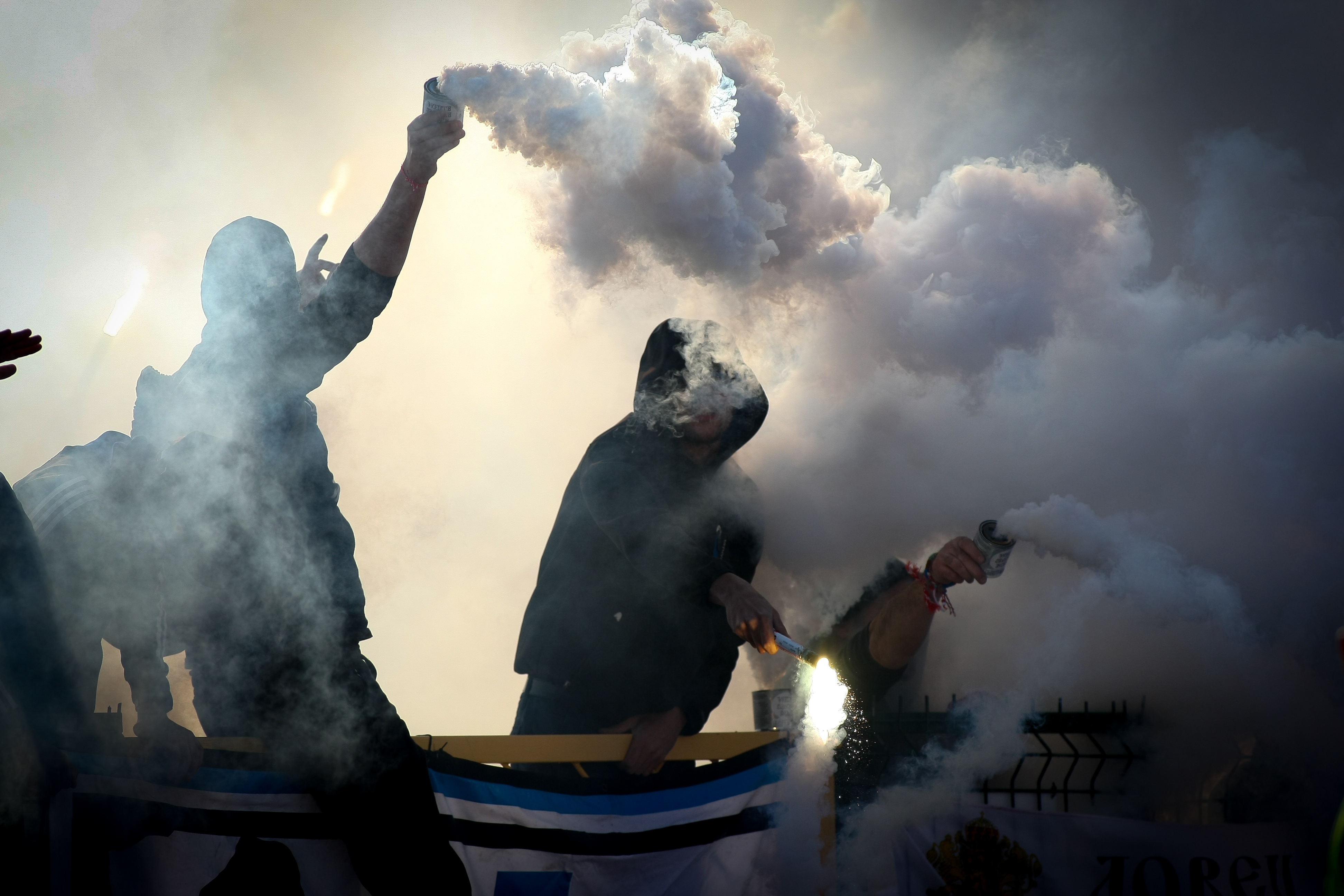
Ultres del PFC Levski Sofia

Un grup d'aficionats esportius radicals és un grup organitzat d'idees radicals que dona suport a equips de futbol. A Espanya són anomenats també ultras. A Anglaterra són coneguts com a hooligans. A Llatinoamèrica aquest tipus de grups són coneguts com a barras bravas, a excepció del Brasil, on hom els anomena torcida, tot i que en realitat aquest terme agrupa molts grups que no tenen un comportament radical.

## Origen
No és clar l'origen d'aquests grups. La violència en el futbol és gairebé tan antiga com el mateix joc, i hi ha a Anglaterra antecedents que la remunten a l'any 1898, quan en un informe de la policia s'utilitza per primera vegada el terme hooligan per a designar grups de seguidors que provocaven fets de violència.
No obstant això, es tendeix a acceptar que l'origen dels grups organitzats amb la denominació ultres, amb algunes diferències estètiques i culturals pel que fa als hooligans, data de l'dècada de 1960 a Itàlia, des d'on es van estendre per la resta d'Europa. No va ser sinó fins a l'dècada de 1980 que els ultres van aconseguir notorietat pública, en diferents països europeus, pel nivell d'animació, membres i violència que generaven dins i fora dels estadis.

## Caràcter

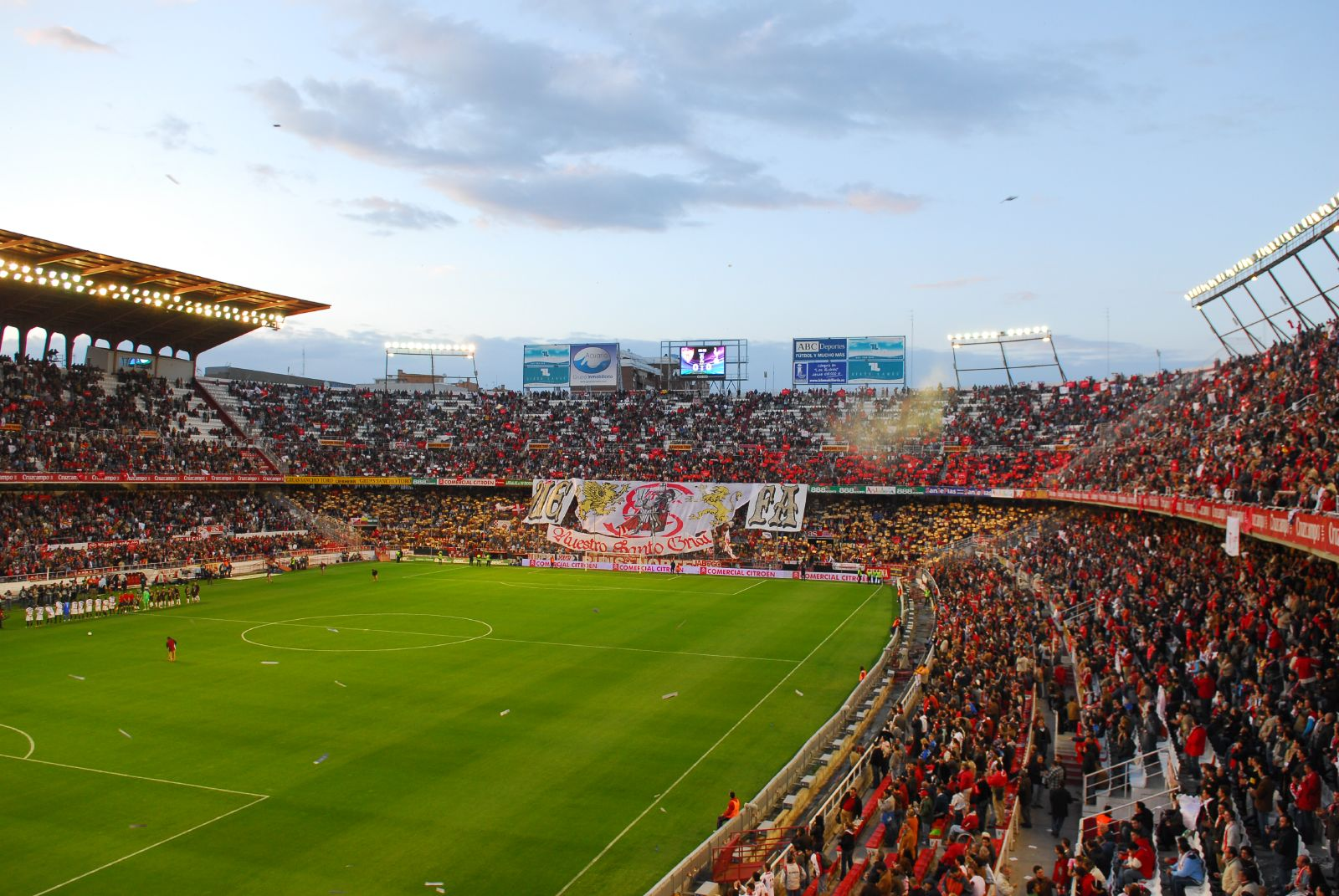
Ultres del Sevilla FC

La subcultura ultra és una barreja d'estils per a donar suport a un equip de futbol, fent servir coreografies, banderes, estendards, bengales, càntics i les bufandes amb el nom de cada grup ultra. Els grups poden estar formats per centenars o milers d'aficionats, entre els quals hi ha aliances i rivalitats que en molts casos es veuen forjades per les ideologies polítiques dels grups ultres més radicals.
Alguns grups ultres estan associats amb faccions polítiques d'extrema dreta, que solen mostrar esvàstiques, creus cèltiques i símbols feixistes. Entre aquests grups hi ha els Irriducibili de la SS Lazio a Itàlia, els Ultras Sur del Reial Madrid a Espanya, els Ultra Yomus del València Club de Futbol al País Valencià o els Super Dragões del Porto a Portugal, entre d'altres.
D'altra banda, també hi ha grups ultres que es defineixen a si mateixos com a extrema esquerra, mostrant símbols o imatges icòniques d'esquerra, com ara la de Ernesto "Che" Guevara. Alguns dels grups d'esquerra més coneguts són els South Winners de l'Olympique de Marsella a Occitània, les Brigate Autonome Livornesi del Livorno a Itàlia o la Green Brigade del Celtic FC. D'altres utilitzen símbols anarquistes, tot i que no necessàriament amb alguna identificació ideològica clara.
També hi ha altres grups ultres que es caracteritzen pel seu caràcter nacionalista com els Herri Norte Taldea de l'Athletic Club (País Basc), els Riazor Blues del Deportivo de la Corunya (Galícia), els Celtarras del Celta de Vigo (Galícia), els Força Llevant del Llevant Unió Esportiva (País Valencià) o els Boixos Nois (nacionalisme de dretes) i els Almogàvers (nacionalisme d'esquerres) del FC Barcelona (Catalunya).
No obstant això, molts grups no es defineixen en cap tipus d'ideologia política o reivindicació nacionalista, limitant-se a defensar els colors dels seus equips. Dins d'aquesta categoria entrava Gol Gran, del València CF.